# Keimendes Leben
Keimendes Leben ist ein zweiteiliges, deutsches Stummfilmdrama aus dem Jahre 1918 von Georg Jacoby. Emil Jannings spielt in beiden Teilen unterschiedliche Rollen.

## Handlung

### Erster Teil
Der Börsenmakler James Fraenkel ist mit der Schauspielerin Marietta verheiratet. Um die Konzession für ein Eisenbahnprojekt zu bekommen, baut Fraenkel ganz auf die Schönheit und Männerkenntnis seiner verführerischen Frau und lädt die entsprechenden Herren, die ihm dazu verhelfen sollen, kurzerhand zu einem rauschenden Fest bei sich daheim ein. Einen wichtigen Fabrikanten namens Friedrich Wechmar hat Marietta bereits eingelullt, und ein weiterer Mann, der Attaché Graf Moros, lässt sich gleichfalls von ihrer subtilen Verführungskunst der Blicke und Gesten um den Finger wickeln. Als der Moment der Wahrheit naht und die Herren ihre Unterschriften ableisten sollen, erreicht Wechmar ein Telefonanruf. Ihm wird mitgeteilt, dass die vorgelegten Berechnungen Fraenkels fehlerhaft sein sollen. Sofort lässt der Fabrikant die Finger von dem unterschriftsreifen Dokument und zieht sich zurück. 
Zu allem Unglück gesteht Marietta ihrem Mann, dass sie schwanger sei und nun nicht mehr öffentlich auftreten wolle. Die beiden werden Eltern eines Mädchens, doch für Fraenkel geht es von nun an bergab: Erst verwehrt ihm seine Bank einen dringend benötigten Kredit, dann darf er auch nicht mehr als Börsenmakler arbeiten. Sich nutzlos und entehrt fühlend, beendet James Fraenkel sein Leben mit einem Revolverschuss. Doch auch den Fabrikanten Wechmar verfolgt das Unglück: Während eines Opernbesuchs seiner Frau kümmert sich die hauseigene Amme mehr um ihren Geliebten als um das zu behütende Kind Wechmars. Es kommt, wie es kommen muss: Das Kleinkind stürzt aus dem Bettchen und stirbt wenig später. Über diesen schweren Schmerz hilft ihm auch nicht die Nachricht hinweg, dass Wechmars Geliebte, die Arbeiterin Liese Bräuer, ebenfalls keimendes Leben in sich trägt. Wechmar ist trotz dieser freudigen Nachricht nicht mehr zu einem Glücksgefühl imstande.

### Zweiter Teil
Wechmars Sohn ist im ersten Teil ums Leben gekommen, und sein Hausarzt macht ihm klar, dass er keine Kinder mehr zeugen könne. Eine legitime Vaterschaft wird für den erfolgreichen Fabrikanten immer wichtiger, da er unbedingt einen Erben für sein stetig wachsendes Vermögen haben möchte. Ihm bleibt jetzt nur noch das uneheliche Kind mit seiner Geliebten Liese. Wechmars Ingenieur erinnert seinen Chef, den Baulöwen, stets daran, dass er auch diesem Kind gegenüber Vaterpflichten zu erfüllen habe. Der aber hat im Moment andere Dinge im Kopf: er will unbedingt den Auftrag für ein großangelegtes Bauprojekt eines unterseeischen Tunnels an Land ziehen, was ihm schließlich auch gelingt. Da kehrt eines Tages Marietta Fraenkel aus den USA zurück, im Schlepptau den Ingenieur John Smith. Marietta hat als Marietta Mariotto in den Staaten eine große Künstlerkarriere gemacht. Sie besinnt sich ihrer alten Verführungskünste und versucht standhaft Wechmar um den Finger zu wickeln, damit er John Smith in das Großbauprojekt einbezieht und den Tunnel nach Smiths Plänen umsetzt. Ihr Bemühen zeitigt schließlich Erfolg.
Bei einem trauten Beisammensein Wechmars mit Marietta kommt ihr kleines Töchterchen, das sich von der Mutter vernachlässigt fühlt, unversehen hinzu und überrascht ihre Mutter mit diesem für sie fremden Mann, der ja nicht ihr Vater ist. Das Kind erleidet einen Schock und wird von schweren Fieberanfällen heimgesucht. John Smith stößt ebenfalls hinzu, bringt die Kleine zunächst ins Bett und benachrichtigt dann einen Arzt. Das Mädchen stirbt jedoch wenig später. Mutter Marietta ist zutiefst verzweifelt, John Smith aber auch, denn das von ihm, dem Ingenieur, geleitete Bauprojekt erweist sich als Katastrophe. Beim finalen Tunneldurchstich tritt massenhaft Wasser ein und überflutet das gesamte Bauvorhaben. Zahlreiche der Arbeiter ersaufen jämmerlich. Auch Lise Bräuer, die im schwer verletzten Zustand aus den Trümmern hervorgezogen wird, überlebt das Unglück nicht. Mit ihrem letzten Atemzug willigt sie ein, ihr uneheliches Kind dem Vater, Friedrich Wechmar zu überlassen, auf das er sich fortan um sie und ihre Erziehung kümmern möge. Er willigt ein, und Liese schließt für immer ihre Augen.

## Produktionsnotizen
Keimendes Leben entstand bis Mitte 1918 im Ufa-Union-Atelier in Berlin-Tempelhof. Die beiden Teile besaßen eine Länge von 2238 bzw. 2569 Meter, verteilt auf jeweils sechs Akte. Nach dem Passieren der Zensur im August (Teil 1) bzw. November 1918 (Teil 2) wurde Keimendes Leben am 10. Oktober 1918 (1. Teil) bzw. zum Jahresende 1918 uraufgeführt. Der zweite Teil wurde in Österreich unter dem Titel Werdendes Leben vertrieben und am 27. Dezember 1918 aufgeführt. Beide Teile erhielten ein Jugendverbot. Teil 1 ist mit einer Länge von 112 Minuten weitgehend erhalten geblieben, während von Teil 2 lediglich noch etwa zwölf Minuten existieren.
Bei dem Co-Autor Dr. Paul Meissner handelte es sich um einen Oberstabsarzt des kaiserlichen Heeres, der in den späten 1910er Jahren mehrfach als Drehbuchautor zu Filmen mit medizinischen Themen herangeholt wurde. Bei Keimendes Leben hatte er auch die fachliche Beratung Jacobys übernommen.
Die Hauptdarsteller Emil Jannings und Hanna Ralph waren miteinander verheiratet, die beiden Nebendarsteller Martha Angerstein und Adolf Edgar Licho ebenfalls.
Ein dritter Teil der kurzen Reihe, der aber nicht mehr unter dem Obertitel Keimendes Leben vertrieben wurde, kam 1919 als Moral und Sinnlichkeit in die Kinos und wurde auch im selben Jahr gedreht. Dieser inoffizielle dritte Teil von Keimendes Leben gilt heute als verschollen.
Die Tänzerin Valeska Gert erscheint zwei Mal im ersten Teil, also zwei Jahre nach ihren Anfängen auf der Bühne, ohne jedoch offiziell im Vorspann genannt zu werden.

## Kritiken
„Der Kinokunst war es vorbehalten, hier bahnbrechend zu wirken und Ausblicke zu eröffnen, die eine schönere Zukunft zu verheißen. Alles, was dem Gelingen dieses einzigartigen Unternehmens zweckdienlich sein konnte, ist hier ins Treffen geführt. Schöne Menschen und erste Kunstkräfte als Darsteller, blendende Effekte in der Inszenierung … und ganz hervorragende Regiekünste zeichnen diesen Film aus und stellen ihn an erste Stelle der Kulturdokumente der Zeit. (…) Die Bezeichnung „Monumentalfilm“  ist in vollem Maße gerechtfertigt.“

Paimann’s Filmlisten resümierte bei Teil 1: „Stoff sehr spannend und ebenso wie das Spiel, die Photos und die Ausstattung ausgezeichnet. (Ein Schlager ersten Ranges.)“
Paimann’s Filmlisten resümierte bei Teil 2: „Stoff, Spiel, Photos und Szenerie ausgezeichnet. (Ein Schlager I. Ranges.)“